# Elaeocarpus vitiensis
Elaeocarpus vitiensis är en tvåhjärtbladig växtart som beskrevs av John Wynn Gillespie. Elaeocarpus vitiensis ingår i släktet Elaeocarpus och familjen Elaeocarpaceae. Inga underarter finns listade i Catalogue of Life.